# 菜園角
菜園角，是臺灣彰化縣福興鄉的一個傳統地域名稱，位於該鄉中部。相較於今日行政區，其範圍大致包括西勢村、同安村。

## 歷史
台灣清治末期至日治初期，菜園角地區為一街庄，稱為「菜園角庄」，隸屬於馬芝堡。該庄昔日北及東隔臺灣溝（今員林大排）與鹿港街、番社庄為界，東南邊一小段與瓦磘庄為界，南邊為牛埔厝庄，西邊為洪堀藔庄、福興庄。
1901年（日治明治三十四年）11月，該庄隸屬於彰化廳。1909年（明治四十二年）10月，改隸屬於臺中廳。1920年（大正九年），該庄改制為「菜園角」大字，隸屬於臺中州彰化郡福興庄，大字下有「菜園角」、「西勢」小字名。
戰後福興庄改制為福興鄉，隸屬於彰化縣，大字亦改制為村。

## 交通
縣道144號是福興至員林林厝的道路，主要為員林大排兩岸平面道路，大致以西北—東南走向轉縱向經過菜園角地區北部及東部邊界地帶，往西北可前往福興連結省道台17線、台61線，往南轉東南可前往員林，最終止於縣道137號路口；亦可於外中東南側接與縣道144號併行的高架快速道路省道台76線（東西向快速公路－漢寶草屯線），該道路過員林後可續行至位於南投草屯的中興系統交流道，以連接國道3號。
縣道135號（員鹿路二段～一段）是和美至溪湖的道路，大致以縱向穿越本地區，往北轉東北可前往鹿港、頂番婆、和美，往東南可前往埔鹽、溪湖。

## 學校
- 彰化縣立福興國民中學
- 彰化縣立西勢國民小學

## 文化資產
- 同安寮十二庄迎媽祖